# Opatija (Pokupsko)
Opatija je naseljeno mjesto u Republici Hrvatskoj u Zagrebačkoj županiji. 

## Zemljopis
Administrativno je u sastavu općine Pokupsko. Naselje se proteže na površini od 5,99 km².

## Stanovništvo
Prema popisu stanovništva iz 2001. godine naselje je imalo 166 stanovnika i to u 47 kućanstava. Gustoća naseljenosti je iznosila 27,71 st./km².

Prema popisu stanovništva 2011. godine naselje je imalo 144 stanovnika.
| broj stanovnika | 242   | 285   | 245   | 305   | 354   | 367   | 312   | 339   | 352   | 363   | 345   | 295   | 248   | 191   | 166   | 144   | 139   |
|                 | 1857. | 1869. | 1880. | 1890. | 1900. | 1910. | 1921. | 1931. | 1948. | 1953. | 1961. | 1971. | 1981. | 1991. | 2001. | 2011. | 2021. |